# Marius Suller
Marius Robert Suller (n. 15 septembrie 1978) este un fost jucător român de fotbal care a evoluat ultima oară la clubul U Cluj. 